# Aleksandăr Dimitrov
Aleksandăr Dimitrov (in bulgaro Александър Димитров?; Sofia, 12 settembre 1976) è un allenatore di calcio ed ex calciatore bulgaro, di ruolo centrocampista.